# فریک‌ها و گیک‌ها
فریک‌ها و گیک‌ها (انگلیسی: Freaks and Geeks) یک مجموعه تلویزیونی کمدی-درام آمریکایی است که در سال‌های ۱۹۹۹–۲۰۰۰ از ان‌بی‌سی پخش شد. موضوع «فریکس‌ها و گیک‌ها» منعکس کننده «بی انصافی غم‌انگیز و خنده دار زندگی نوجوانان» است. این مجموعه در ابتدای پخش، به دلیل برنامه‌ریزی نامنظم در پخش قسمت‌ها و درگیری بین سازندگان و ان‌بی‌سی با موفقیت کمی مواجه بود، پس از پخش ۱۲ قسمت از ۱۸ قسمت آن، متوقف شد. این سریال طرفداران زیادی پیدا کرد و به همین خاطرآپاتو میراث نمایش را با حضور بازیگران در تولیدات بعدی ادامه داد.

## داستان
لیندسی ویر نوجوان و برادر کوچکترش سم، در سال تحصیلی ۱۹۸۰–۱۹۸۱ در دبیرستان ویلیام مک‌کینلی شرکت می‌کنند.
لیندزی به گروهی از دوستانی می‌پیوندد که از آنها به عنوان «فریک‌ها» یاد می‌شود - دانیل دساریو، کن میلر، نیک آندوپولیس و کیم کلی - در حالی که دوستان سم، نیل شوایبر و بیل هاورچاک، «گیکها را تشکیل می‌دهند.» پدر و مادر ویر، هارولد و جین، در هر قسمت حضور دارند، و میلی کنتنر، دوست صمیمی سابق لیندسی و بسیار مذهبی، یک شخصیت تکرارشونده است، و همچنین سیندی سندرز، محبوب هله‌چی که سم در مورد او نقش دارد.
لیندزی می‌بیند که تلاش می‌کند زندگی‌اش را به‌عنوان یک دانش‌آموز حرفه‌ای، ستاره «ریاضی‌دان» و دختر جوان به یک نوجوان سرکش تبدیل کند که با کسانی مشکل معاشرت می‌کند. روابط او با دوستان جدیدش و اصطکاک آنها با والدینش و تصویری که از خودش ایجاد می‌کند، یکی از رشته‌های اصلی نمایش را تشکیل می‌دهد. دیگری سام و گروه دوستان گیک او را دنبال می‌کند که در بخش دیگری از جهان اجتماعی حرکت می‌کنند و سعی می‌کنند خود را با آن‌ها هماهنگ کنند.

## بازیگران و شخصیت‌ها

### بازیگران اصلی
- لیندا کاردلینی در نقش لیندسی ویر
- جان فرانسیس دالی در نقش سم ویر
- جیمز فرانکو در نقش دانیل دساریو
- سم لیواین در نقش نیل شوایبر
- ست روگن در نقش کن میلر
- جیسون سیگل در نقش نیک آندوپولیس
- مارتین استار در نقش بیل هاورچاک
- بکی آن بیکر در نقش ژان ویر
- جو فلاهرتی در نقش هارولد ویر
- باسی فیلیپ در نقش کیم کلی (به عنوان «همچنین ستاره دار» بعد از عناوین شناخته می‌شود)

### بازیگران مکمل
- دیو آلن (بازیگر) در نقش جف روسو
- بن فاستر در نقش الی
- چانسی لئوپاردی در نقش آلن وایت
- توماس ویلسون در نقش مربی بن فردریکز
- آن داود در نقش کوکی کلی
- استیو بانوس در نقش آقای کوچفسکی
- کوین تایگ در نقش آقای آندوپولیس
- سام مک‌موری در نقش ویک شوایبر
- ایمی آکوئینو در نقش خانم شویبر
- کلودیا کریستیان در نقش گلوریا هاورچاک
- جسیکا کمبل در نقش امی اندروز
- ناتاشا ملنیک در نقش سیندی سندرز
- جوئل هاجسون در نقش جوئل، مدیر فروشگاه لباس دیسکو و دی جی گاه به گاه
- سارا هاگن در نقش میلی کنتنر
- جری مسینگ در نقش گوردون کریسپ
- استیون لی شپارد در نقش هریس ترینسکی
- شان وایس در نقش شان
- جوانا گارسیا در نقش ویکی اپلبی
- کایلا اوول در نقش مورین سمپسون
- لیزی کاپلان در نقش سارا
- ریلی اسمیت در نقش تاد شلینگر
- تریس بولیو در نقش آقای لاکووارا

### بازیگران مهمان و حضورهای کوتاه
بازیگران مهمان شامل:
- سمیر آرمسترانگ به عنوان «دد هد» لوری
- الکساندرا برکنریج به عنوان ریاضیدان شلی ویور
- جک کانلی (بازیگر) به عنوان ناپدری کیم کلی
- کوین کوریگان به عنوان پسر عموی متخلف میلی
- آلن کاورت به عنوان کارمند مشروب فروشی
- مت زوکری به عنوان یک دانش آموز از رقیب لینکلن بالا
- الکساندر گلد به عنوان رونی، پسر لیندسی نگهداری کودک در حالی که بالاست
- استیو هیگینز به عنوان آقای فلک، معلم A/V گیکس
- رشیدا جونز به عنوان دوست کیم کلی، کارن اسکارفولی
- بیانکا کایلیک به عنوان یک دختر پانک سوراخ کننده بینی
- دیوید کوچنر به عنوان پیشخدمت، در نقشی بی‌اعتبار
- دیوید کرمهولتز به عنوان بری برادر نیل
- شایا لباف به عنوان هربرت، طلسم مدرسه
- لزلی من به عنوان معلم مدرسه خانم فوت
- بن استیلر به عنوان مأمور سرویس مخفی
- جیسون شوارتزمن به عنوان هاوی گلفند، دانشجویی که با شناسنامه‌های جعلی سروکار دارد

تهیه‌کنندگان نمایش در برابر بازی‌های بدلکاری مقاومت نشان دادند. برای مثال، آنها در برابر پیشنهاد شبکه مبنی بر اینکه بریتنی اسپیرز به عنوان پیشخدمت در یک قسمت ظاهر شوند، مقاومت کردند. آنها فکر می‌کردند چنین ظاهری از واقع گرایی نمایش می‌کاهد.
چند تن از فیلمنامه نویسان در این برنامه حضور داشتند. مایک وایت نقش برادر مجروح کیم کلی را بازی کرد و اولین بار در قسمت ۴، «کیم کلی دوست من است» ظاهر شد. پال فیگ، گیب ساکس و آهنگساز سریال مایکل اندروز به‌عنوان اعضای گروه داستانی Dimension در «من با گروه هستم» نام‌گذاری شده‌اند.
بازیگران متعددی که در «فریکس‌ها و گیک‌ها» بازی کردند، بعداً در سریال تلویزیونی بعدی جاد آپاتو «اعلام نشده» ظاهر شدند، از جمله روگن، سیگل، لوین، استار، فیلیپس و ملنیک و چندین نفر دیگر.

## قسمت‌ها
فیلمنامه اپیزود آزمایشی «فریکس‌ها و گیک‌ها» توسط پال فیگ به عنوان یک فیلم‌نامه گمانی نوشته شده است. فیگ فیلمنامه را به تهیه‌کننده جاد اپتاو داد و او آن را به دریم‌ورکس فروخت، جایی که آپاتو تحت قرارداد کلی قرار داشت. DreamWorks آن را به ان‌بی‌سی که چراغ سبز یک قسمت آزمایشی فروخت. قبل از فیلمبرداری فیلمنامه، فیگ به دستور آپاتو قسمت دوم را نوشت. او این فیلمنامه دوم را به آپاتو و کارگردان خلبان جیک کاسدان نشان داد و آنها به او پیشنهاد کردند که این دو قسمت را با هم ترکیب کند تا خلبانی قوی‌تر تشکیل دهد. موارد قابل توجه شامل معرفی کیم کلی و خاطرات لیندسی از مرگ مادربزرگش است. فیگ پیش نویس نهایی را پس از خوانش با بازیگران نوشت، این بار با ترکیب اولین ملاقات بین لیندزی و فریک‌ها (در پیش نویس‌های قبلی، لیندزی قبلاً بخشی از گروه بود).
این سریال در ۱۸ قسمت پخش شد که سه قسمت آن - «کیم کلی دوست من است»، «سگ‌های مرده و معلمان ورزشگاه» و «نوشینگ و موشینگ» - توسط NBC پخش نشد و تا قبل از فریفورم (شبکه تلویزیونی) دیده نشد. نمایش را در سال ۲۰۰۰ اجرا کرد. سه قسمت پایانی قبل از پخش در تلویزیون در موزه تلویزیون و رادیو به نمایش درآمد. لیست زیر بر اساس زمان‌بندی خط داستانی مرتب شده است.

## بازخورد

### اتحاد مجدد اتحادیه و بازیگران

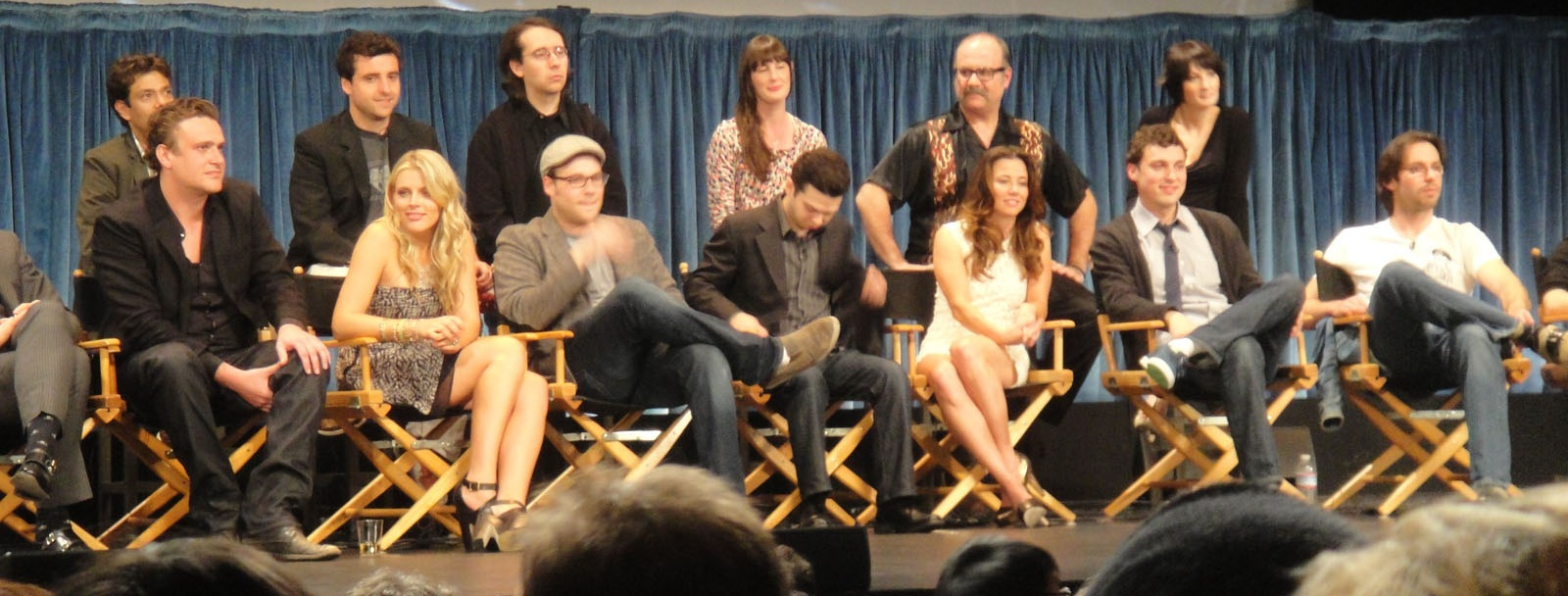
بازیگران «فریکس و گیک‌ها» در PaleyFest 2011

در ژوئن ۲۰۱۰، اعلام شد که آی‌اف‌سی حقوق پخش «فریکس و گیک‌ها» و «اعلام نشده» را به دست آورده است. اجرای ۱۸ قسمتی "Freaks and Geeks"' در IFC به پایان رسید و همه قسمت‌ها از تاریخ ۲۹ اکتبر ۲۰۱۰ پخش شدند. ۲۰۱۰. هر دو نمایش نیز از ۱۳ ژوئن ۲۰۱۱ به ترکیب TeenNick پیوستند.
در ۱۲ مارس ۲۰۱۱ در PaleyFest مرکز رسانه‌های پالی گردهمایی مجدد چندین بازیگر و تهیه‌کننده هر دو نمایش انجام شد.

### در ادامه مطلب
- Bowe, John (۲۶ سپتامبر ۲۰۰۸). "The Trouble with Paul Feig." نیویورک تایمز.
- Koski, Genevieve (۹ آوریل ۲۰۱۲). "Paul Feig walks us through Freaks And Geeks (Part 1 of 5)." ای.وی. کلاب.
- Lloyd, Robert (۶ دسامبر ۲۰۱۲). "Paul Feig: What Would’ve Happened to Every Character in Freaks and Geeks’ Lost Second Season (Drugs! Pregnancies! Republicanism!)." ونتی فر.
- Lloyd, Robert (ژانویه ۲۰۱۳). "2 Good 2 Be 4Gotten: An Oral History of Freaks and Geeks." ونتی فر.